# Indywidualne Mistrzostwa Świata w Speedrowerze 1981
Indywidualne Mistrzostwa Świata w Speedrowerze 1981 – 4. edycja rozgrywek wyłaniających najlepszego speedrowerzystę świata.
Czwarte mistrzostwa świata w speedrowerze odbyły się po ponad osiemnastoletniej, a nie jak jest to w zwyczaju, dwuletniej przerwie. Przyczyną tego była zawężająca się geografia sportu i zawieszenie aktywności w Holandii, Republice Federalnej Niemiec czy Szwecji. Powodem do wskrzeszenia międzynarodowych rozgrywek było nawiązanie kontaktu pomiędzy brytyjską federacją a Australijczykami, którzy swoje wewnętrzne rozgrywki prowadzili od lat 50. XX wieku.
Istotną zmianą w zasadach rozgrywania zawodów, która nastąpiła pomiędzy trzecią, a czwartą edycją mistrzostw świata, było wprowadzenie punktacji wyścigu 4-3-2-1, zamiast dotychczasowej 3-2-1-0. Wraz z reaktywacją rywalizacji o tytuł najlepszego speedrowerzysty świata, przyjęto też nowe nazewnictwo zmagań. Ze względu na kontrowersje towarzyszące mistrzostwom od samego ich początku z powodu małej ilości narodowości w nich rywalizujących, Cycle Speedway World Individual Championships zastąpiono nazwą Cycle Speedway World Masters.
Gospodarzem czwartej edycji mistrzostw świata w speedrowerze była południowoaustralijska metropolia Adelaide. Finałowy turniej rozegrano na Reserve Parade w Findon. Zwyciężył Anglik Phil Pilbrow. Drugie miejsce zajął jego rodak Geoff Patman, który w wyścigu dodatkowym pokonał reprezentanta gospodarzy Neila Toye’a.

## Wyniki finału
| Msc. | Zawodnik      | Kraj      | Pkt. |
| ---- | ------------- | --------- | ---- |
| 1.   | Phil Pilbrow  | Anglia    | 18   |
| 2.   | Geoff Patman  | Anglia    | 17+4 |
| 3.   | Neil Toye     | Australia | 17+3 |
| 4.   | Pip Serbert   | Anglia    | 15   |
| 5.   | Ian Gill      | Anglia    | 15   |
| 6.   | Gavin Nugent  | Australia | 12   |
| 7.   | Martin Gamble | Irlandia  | 12   |
| 8.   | Colin Sutton  | Anglia    | 11   |
| 9.   | Pete Lowry    | Australia | 11   |
| 10.  | John Palmieri | Australia | 11   |
| 11.  | Rod Witham    | Anglia    | 10   |
| 12.  | Roger Ellis   | Anglia    | 9    |
| 13.  | John Vallis   | Anglia    | 9    |
| 14.  | Alan Cox      | Anglia    | 8    |
| 15.  | Mike Hack     | Anglia    | 8    |
| 16.  | Craig Couzner | Australia | 7    |

Sędzia:  Brian Hackworth